# 新加茂町
新加茂町（しんかもちょう）は、岡山県苫田郡にあった町。
現在の津山市加茂町宇野、加茂町倉見、加茂町黒木、加茂町齋野谷、加茂町小中原、加茂町塔中、加茂町戸賀、加茂町原口に当たる。
これは、町村制時の東北条郡加茂村および、1942年5月26日までの苫田郡加茂町と同じエリアである。
津山市への合併に伴い、それぞれの大字に加茂町を冠することとなった。

## 沿革
- 1889年6月1日 - 町村制施行に伴い、東北条郡宇野村、倉見村、黒木村、齋野谷村、小中原村、塔中村、戸賀村、原口村が合併し、加茂村となる。大字小中原に役場を置く。
- 1900年4月1日 - 東北条郡が東南条郡、西西条郡、西北条郡と合併し、苫田郡となる。
- 1924年7月1日 - 苫田郡加茂村が町制、加茂町となる。
- 1942年5月27日 - 加茂町が西加茂村、東加茂村と合併し、新たに加茂町となる。
- 1951年1月1日 - 加茂町から旧・加茂町が分離、新加茂町となる。旧・西加茂村、旧・東加茂村の範囲が加茂町として残る。
- 1954年4月1日 - 苫田郡加茂町、上加茂村と合併、新たに加茂町となる。

## 地区の地名
- 宇野
- 倉見
- 黒木
- 齋野谷
- 小中原
- 塔中
- 戸賀
- 原口

## 教育

### 幼稚園
- 加茂幼稚園

### 保育園
- 加茂保育園

### 小学校
- 加茂小学校

## 交通

### 鉄道
旧町内を走る鉄道およびその駅なし。

### 道路
廃止当時は未完成。旧町内を走る高速道路・国道はなし。

#### 県道
- 主要地方道
  - 岡山県道6号津山智頭八東線
  - 岡山県道68号津山加茂線
  - 岡山県道75号加茂奥津線

- 一般県道
  - 岡山県道336号倉見斉の谷線

## 河川・山岳

### 河川
- 加茂川
- 倉見川
- 堂ヶ原川
- 原口川
- 五輪原川
- 庄原川

## 名所・旧跡・観光スポット・祭事・催事

### 名所・観光スポット
- 黒木ダム
- 黒木トライアルパーク
- 倉見温泉

### 祭事
- お滝まつり（トヤの夫婦滝、7月最終日曜日）

## 寺院・神社

### 寺院
- 宝蔵寺
- 極楽寺
- 芙蓉寺
- 成興寺

### 神社
- 黒木神社
- 軒戸神社
- 倉見神社